# Бизе, Хельми
Хельми Катарина Бизе, урождённая Альман (фин. Helmi Katharina Biese; 9 августа 1867; Гельсингфорс, Великое Княжество Финдлянское, Российская империя — 18 октября 1933 - там же) — финская художница-пейзажистка.

## Биография
Родилась в семье Франса Фердинанда Альмана, финского шведа, который по профессии был переводчиком с финского, он учил своих детей финскому языку и культуре, а её мать русская женщина, Катарина Григорьева, родилась в Прибалтике и говорила в основном на шведском языке . Оба родителя поощряли своих пятерых детей заниматься творческими занятиями.
Ранние работы Бизе были основаны на реализме и пленэрной живописи 1880-х годов, но в 1890-х годах, на неё повлияло японское искусство и символизм, её стиль эволюционировал в сторону более декоративного, с акцентом на единую, гибкую линию.
В своё время получила признание.
Хельми Биезе училась в школе рисования Финского художественного общества с 1884 по 1889 год.  
В 1884 году она провела свою первую персональную выставку в Хельсинки. 
После обучения она присоединилась к группе молодых финских художников вокруг Гуннара Берндтсона , включая Вяйнё Блумстедта и Эллен Теслефф . 
Ее дебютной работой стала картина «Зимний вид с хребта Пююникки» , эта работа приняла участие в государственном конкурсе пейзажной живописи в 1901 году. Она также участвовала в первой выставке женщин-художников, состоявшейся в Атенеуме в 1905 году. С 1892 по 1926 год она преподавала рисунок в школах Порвоо,Оулу и в Хельсинки.  В 1914 году она совершила поездку в Швецию и Данию.
Работы художницы представлены в Финской национальной галерее в Хельсинки.